# Frederick Henry Litchfield

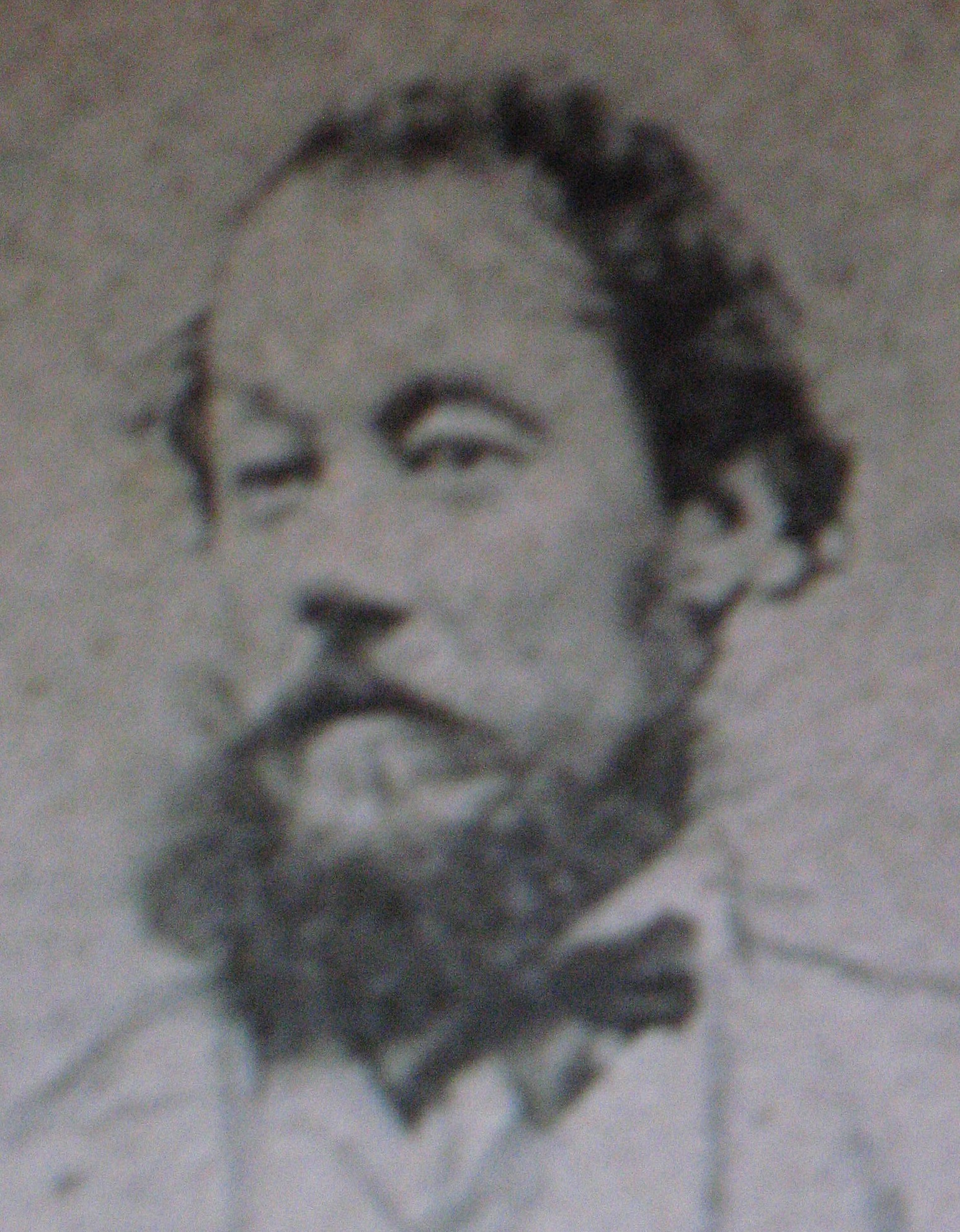
Frederick Henry Litchfield, 1864

Frederick Henry Litchfield (* 27. Mai 1832 in Ghazipur, Britisch-Indien; † 1. März 1867 in Sylhet) war ein australischer Viehhalter, Goldgräber und Entdecker. Bekannt wurde er für die Erforschung des Northern Territory in Australien und für seine Goldfunde dort. Nach ihm ist das Verwaltungsgebiet Litchfield Municipality südlich von Darwin und der Litchfield-Nationalpark benannt.

## Biografie
Litchfield wurde 1832 als ältester Sohn von Charles William Litchfield (1802–1850), einem britischen Offizier, geboren. Sein Großvater war Chirurg. Seine Mutter hieß Margaret und war eine geborene O’Connor (1808–1834), die früh verstarb. Sein Vater heiratete ein Jahr später in Indien Ellen Munro (1818–1908). 
1838 schied der Vater aus der Armee aus und die Familie wanderte nach Südaustralien aus. Der junge Litchfield besuchte eine Privatschule in Adelaide. Nachdem sein Vater gestorben war, war Litchfield in einer schwierigen finanziellen Situation und begann als Arbeiter. Angelockt vom Victorianischen Goldrausch versuchte sich der Litchfield mehrere Jahre als Goldgräber in Melbourne, jedoch ohne nennenswerten Erfolg. Er kehrte nach Wellington zurück.
Im Jahre 1859 beteiligte sich Litchfield an einer Expedition, die durch das Zentrum Australiens bis zur Nordküste vorstoßen sollte. Alexander Tolmer, Polizeiinspektor von South Australia, leitete dieses Unternehmen, das in Konkurrenz zu einer Expedition von John McDouall Stuart stand. Im Gegensatz zu seinem Konkurrenten war Tolmers Unternehmen schlecht organisiert, erreichte lediglich die Flinders Ranges und endete mit einem finanziellen Desaster. Deshalb erhielt Lichtfield keinen Lohn. 
1864 beauftragte die Regierung von South Australia Boyle Finniss, den ehemaligen Premier von South Australia, mit der Erforschung des Northern Territory. Litchfield nahm an den Expeditionen teil und leitete sie später. Er erforschte den Howard River, das spätere Stadtgebiet von Darwin, den Adelaide River, den Finniss River und das Gebiet um den Daly River. Aufgrund seiner Erfahrung mit dem Victorian Goldrausch entdeckte er im Finniss River Gold und somit das erste Goldvorkommen im Northern Territory.
1866 reiste Litchfield nach Bengalen, um nach Pflanzen zu suchen, die sich für den Anbau im Northern Territory eignen. Nach 9 Monaten verstarb er unter ungeklärten Umständen in Sylhet. Er wurde nur 35 Jahre alt und hatte nie geheiratet.

## Wirkung
Zu seiner Zeit war Litchfield einer der wenigen Europäer, die das landwirtschaftliche Potential des Northern Territory erkannt hatten. Seine Goldfunde dort trugen maßgeblich zum Goldrausch in den 1870er Jahren bei, der von großer Bedeutung für die Entwicklung der Region war.
| Personendaten    | Personendaten                                      |
| ---------------- | -------------------------------------------------- |
| NAME             | Litchfield, Frederick Henry                        |
| ALTERNATIVNAMEN  | Fred                                               |
| KURZBESCHREIBUNG | australischer Viehhalter, Goldgräber und Entdecker |
| GEBURTSDATUM     | 27. Mai 1832                                       |
| GEBURTSORT       | Ghazipur, Britisch-Indien                          |
| STERBEDATUM      | 1. März 1867                                       |
| STERBEORT        | Sylhet                                             |